# Cystoisospora
Cystoisospora je rod jednohostitelských kokcidií, které ale mohou tvořit spící stadia v jiném než definitivním hostiteli.
Rod Cystoisospora vznikl vydělením z rodu Isospora na základě některých morfologických odlišností (cystoisospory nemají Stiedova tělíska), díky zvláštnostem v životním cyklu a také proto, že recentní analýzy DNA naznačují bližší příbuznost cystoisospor s dalšími rody čeledi Sarcocystidae než s isosporami (čeleď Eimeriidae)

## Morfologie oocyst
Oocysty jsou kulovité, sporulace probíhá ve vnějším prostředí, mimo tělo hostitele. Vysporulované oocysty obsahují dvě sporocysty, každou se čtyřmi sporozoity banánkovitého tvaru.

## Životní cyklus
Životní cyklus cystoisospory se na první pohled příliš neliší od životního cyklu jiných jednohostitelských kokcidií. Kokcidie jsou vnitrobuněční parazité, po průniku do buňky se prvoci množí tak dlouho, dokud buňka nepraskne.
Je-li vysporulovaná, tudíž infekční oocysta pozřena definitivním hostitelem, působením žaludečních a střevních enzymů se uvolní sporozoiti, kteří proniknou do buněk střevní stěny, kde se množí. Sporozoiti se přemění na obrovské meronty, kteří vnitřním dělením dávají vzniknout merozoitům, ti po prasknutí hostitelské buňky napadají buňky okolní. Po proběhnutí několika generací nepohlavního rozmnožování vzniknou gamonty, které produkují gamety. Oplozením vznikne zygota, která se vyvine v oocystu, která odchází s výkaly ven.
Zvláštnost cystoisospor a to, co je odlišuje od rodu Isospora je to, co se stane, dostane-li se oocysta do těla jiného než definitivního hostitele, nejčastěji hlodavce. Ve střevech se uvolní sporozoiti, kteří se nezačnou rozmnožovat, ale proniknou do tkání mimo střevo (nejč. mízní uzliny závěsu střeva) a tam vytvoří cystu jako tzv. cystozoit.
V tomto tzv. paratenickém hostiteli je parazit schopný dlouhodobě přežívat, ale je ve stadiu klidu, nejedná se proto o mezihostitele. Pro cystoisosporu není toto stadium nutné k pokračování cyklu, ale je pro ni velmi výhodné - k nákaze definitivního hostitele může dojít při konzumaci paratenického hostitele.

## Patogenita
Některé druhy jsou v podstatě nepatogenní a nezpůsobují žádné příznaky, jiné vyvolávají průjmy, chřadnutí a zpomalení růstu. K infekci jsou vnímavá zvláště mláďata a jedinci s oslabeným imunitním systémem.

## Druhy
| Cystoisospora              | definitivní hostitel          |
| -------------------------- | ----------------------------- |
| Cystoisospora belli        | člověk                        |
| Cystoisospora burrowsi     | pes domácí                    |
| Cystoisospora canis        | pes domácí                    |
| Cystoisospora felis        | kočkovité šelmy               |
| Cystoisospora neorivolta   | pes domácí                    |
| Cystoisospora ohionensis   | pes domácí                    |
| Cystoisospora rastegaievae | ježek západní, ježek východní |
| Cystoisospora rivolta      | kočkovité šelmy               |
| Cystoisopora suis          | prase domácí                  |